# Cantonul Saint-Maur-des-Fossés-Centre
Cantonul Saint-Maur-des-Fossés-Centre este un canton din arondismentul Créteil, departamentul Val-de-Marne, regiunea Île-de-France, Franța.

## Comune
| Comune                | Populație (1999) | Cod poștal | Cod INSEE |
| --------------------- | ---------------- | ---------- | --------- |
| Saint-Maur-des-Fossés | 75.214           | 94 100     | 94 068    |